# Samskara
Samskara är en av hinduismens ritualer.  Det är ett sakrament eller en övergångsritual som hinduer genomgår. Totalt finns det 40 ritualer angivna i hinduernas heliga texter, men 16 stycken anses vara nödvändiga att uppfylla för att nå moksha. Ritualerna är knutna till olika stadier som man går igenom i livet och berör områdena förfödelse, födelse, barndom, utbildning, äktenskap och döden. Många av ritualerna genomförs innan ett barn ens är fött. Detta tros hjälpa barnet att lämna sitt gamla liv bakom sig och lättare födas in i sitt nya liv.
Trots att de 16 ritualerna anses vara nödvändiga är det inte särskilt många hinduer som genomför alla. De flesta nöjer sig med ett par av övergångsritualer som då är knutna till födelsen, äktenskapet och döden. De som följer dem är framförallt de konservativa brahmanerna, vilka även menar att övergångsritualerna bara är tillägnade de tre högsta klasserna, alltså brahmaner (präster), kshatriyer (adel och krigare), vaishyer (köpmän) men inte shudrer (bönder).
Att utföra övergångsritualer har dels en religiös betydelse, men även en social. Den religiösa betydelsen handlar bland annat om att man genom att utföra ritualerna förbättrar sina chanser att födas in i en kast med högre status i kastsystemet i nästa liv och till slut enas med brahman och stoppa pånyttfödelsen. Den sociala betydelsen handlar bland annat om hur man efterhand som livet fortskrider tilldelas nya rättigheter. Genom att utföra dem förs även en både religiös och samhällelig tradition vidare som på så sätt både bevaras och legitimeras.

## Ritualer

### Förfödelsen
De ritualer som kopplas till förfödelsen är garbhadhana, pumsavana och simantonnayana, vilka handlar om att man ber gudarna om hjälp för att få en kvinnan befruktad, att barnet blir en pojke samt att kvinnan skyddas mot onda andar under graviditeten. Men vill du med andra ord ha en pojke pga olika anledningar. 

### Födelsen
Till födelseritualerna kopplas jatakarman med vilken man hoppas att gudarna ser till så att inga komplikationer inträffar under förlossningen. Man föder barn på sjukhus.

### Barndomen
Till barndomsritualerna kopplas namakarana, niskramana, annaprasana, cudakarana och karnavedha, vilka innefattar viktiga händelser under barnets första levnadsår. Det kallas dop.

### Utbildning
Till utbildningsritualerna kopplas upanayana, vedarambha, kesanta och samavartana som handlar om utbildning i Veda-texterna, samt den första rakningen. Här inträder man även i det första levnadsstadiet (lärjungestadiet).

### Äktenskapet
Den viktigaste ritualen är äktenskapsritualen, vivaha. Att den är så viktig beror på att den för en in i det andra levnadsstadiet (familjeförsörjarstadiet), vilket är det stadium då man ska vara så pass produktiv att man kan försörja sig själv och de övriga 3 stadierna (lärjunge-, skogsbo- och asketstadiet). 

### I livets slutskede
Samnyasa är den näst sista ritualen och får stå själv då den inte kan placeras in i någon av kategorierna. Det är här man lämnar sina samhälleliga plikter och går in i det tredje levnadsstadiet (skogsbostadiet) och det fjärde levnadsstadiet (asketstadiet). Här söker man sin egen väg för att uppnå religiös tillfredsställelse.

### Döden
Till dödsritualerna kopplas antyesti vars uppgift är att se till så att den döda inte smittar de efterlevande eftersom döden i sig anses oren.